# Lods
En lods (eng. pilot) er en person, hvis arbejde består i at hjælpe og rådgive et fartøjs skibsfører, med at føre skibet igennem farvande, som lodsen har specielt kendskab til.
Det drejer sig ofte om stærkt trafikerede områder, som er vanskelige at besejle, eksempelvis smalle farvande og indsejlinger til havne.
På tilsvarende vis finder ordet også anvendelse i f.eks. jernbaneterminologi, hvor lokomotivføreren ikke har kendskab til den pågældende strækning, og derfor medtager en lods. Lokomotivføreren har fortsat ansvar for betjening af trækkraften, men lodsen har ansvaret for togets førelse og sikkerhed.